# Pogonopygia attenuata
Pogonopygia attenuata là một loài bướm đêm trong họ Geometridae.